# Morellino di Scansano
Morellino di Scansano is een Italiaanse rode wijn met het kwaliteitslabel Denominazione di origine controllata e garantita (DOCG). De wijn wordt uitsluitend geproduceerd in de gemeente Scansano in de Toscaanse provincie Grosseto. In 1978 heeft Morellino di Scansano een DOC-status gekregen en vanaf de wijnoogst van 2007 mag de wijn het label DOCG dragen.
Morellino kan zowel verwijzen naar de druivensoort zelf, als lokale benaming van de Sangiovese-druif - dezelfde variëteit als deze die in de Brunello di Montalcino gebruikt wordt - als naar de wijn die in Scansano gemaakt wordt.
Ook daar zijn verschillende opvattingen over.
Volgens sommigen verwijst Morellino naar de lokale donkerbruine paarden ("Morelli") die er destijds ingezet werden voor het vervoer van toeristen naar de kust.
Volgens anderen is de naam te danken aan de kleur en smaak van donkerrode Morello-kers.
Voor de productie van Morellino di Scansano moet traditioneel minstens 85 % Sangiovese gebruikt worden, aangevuld met inheemse druivenrassen als Ciliegiolo en Canaiolo, alsook andere druivenvariëteiten die in Toscane toegelaten zijn, zoals Merlot, Cabernet Sauvignon, Cabernet Franc, Alicante, Malvasia nera, Syrah, etc.

## Eigenschappen
Morellino di Scansano is een droge wijn met een lichte tanninestructuur. De wijn heeft een intens robijnrode kleur die verkleurt tot granaatrood als ze ouder wordt en heeft aromatische en zachte geur.
De gewone Morellino di Scansano is aan weinig vereisten gebonden en kan als een jonge wijn acht maanden na de druivenoogst worden gedronken. De Morellino di Scansano Riserva moet minstens 2 jaar gerijpt hebben voor hij op de markt gebracht mag worden, waarvan minstens een jaar in eikenhouten vaten.

## Productie
| Seizoen | volume in hectoliter |
| ------- | -------------------- |
| 1990/91 | 13441,11             |
| 1991/92 | 11610,34             |
| 1992/93 | 14548,25             |
| 1993/94 | 13743,61             |
| 1994/95 | 12905,75             |
| 1995/96 | 14101,9              |
| 1996/97 | 12446,16             |